# The Fantastic Clan
The Fantastic Clan (abreviado Fantast. Clan) es un libro con ilustraciones y descripciones botánicas que fue escrito conjuntamente por John James Thornber & Frances Bonker y publicado en Nueva York en el año 1932 con el nombre de Fantastic Clan: the Cactus Family, Studies of that Unique and Fascinating Growth, the Cactus Plant.